# Marijan Kustić
Marijan Kustić (Rijeka, 10. veljače 1975.) - hrvatski sportski djelatnik i političar. Predsjednik je Hrvatskoga nogometnoga saveza od 29. srpnja 2021. Bio je saborski zastupnik u 8. i 9. sazivu Hrvatskoga sabora.
Rodio se u Rijeci 10. veljače 1975. godine. U Zagrebu je završio Ugostiteljsko-turističku školu. Nakon završenog preddiplomskog stručnog studija "Financije i pravo" na visokoj školi Effectus stekao je stručni naziv stručnog prvostupnika ekonomije, da bi 2022. godine uspješno završio specijalistički diplomski stručni studij "Poslovno upravljanje - MBA" i tako stekao naziv - stručni specijalist poslovnog upravljanja.

## Nogomet
Živio je u Novalji na otoku Pagu. Igrao je nogomet za NK Novalju, a kasnije je bio i direktor NK Novalje.
Nogometnu dužnosničku karijeru nastavio je razvijati na regionalnoj, a potom i nacionalnoj razini. Predsjednik je Županijskog nogometnog saveza Ličko-senjskog, kao i Međužupanijskog nogometnog odbora Nogometnog središta Rijeka. Skupština HNS-a izabrala ga je 2014. godine za članstvo u Izvršnom odboru HNS-a, a potom i za dopredsjednika Saveza.
Od siječnja 2018. godine obnašao je dužnost HNS-ovog direktora natjecanja i infrastrukture. Od travnja 2019. godine, Kustić je obnašao funkciju izvršnog direktora HNS-a. 
Postao je predsjednik Hrvatskog nogometnog saveza od 29. srpnja 2021. Jednoglasno je izabran na Izbornoj skupštini održanoj u zagrebačkom hotelu Westin. Kustić je na predsjedničkoj funkciji naslijedio Davora Šukera, koji je na čelu HNS-a bio od 2012. godine.

### Priznanja
- Red Danice hrvatske s likom Franje Bučara – Predsjednica Republike Hrvatske Kolinda Grabar-Kitarović u studenom 2018. primila je i odlikovala reprezentativce i članove stožera i logistike reprezentacije: "za izniman, povijesni uspjeh hrvatske nogometne reprezentacije, osvjedočenu srčanost i požrtvovnost kojima je vratio vjeru u uspjeh, optimizam i pobjednički duh i ispunio ponosom sve hrvatske navijače diljem svijeta, za isticanje najvrednijih profesionalnih i humanih kvaliteta, iskazano zajedništvo i domoljubni ponos u promociji sporta i međunarodnog ugleda Republike Hrvatske, te osvajanju srebrne medalje na 21. Svjetskom nogometnom prvenstvu u Ruskoj Federaciji".[5]
- Svjetsko prvenstvo u nogometu – Katar 2022. - brončana medalja
- Povelja Republike Hrvatske - Dana 26. svibnja 2024. predsjednik Republike Hrvatske Zoran Milanović primio je i odlikovao igrače i članove stručnog stožera hrvatske nogometne reprezentacije te članove delegacije HNS-a koji su pridonijeli osvajanju brončane medalje na Svjetskom prvenstvu u Kataru 2022.: "Za izniman uspjeh hrvatske nogometne reprezentacije, doprinos sportu i međunarodnom ugledu Republike Hrvatske te osvajanju 3. mjesta na 22. Svjetskom nogometnom prvenstvu u Državi Katru" [6][7]
- UEFA Liga nacija 2022./23. - srebrna medalja

## Politika
Bio je saborski zastupnik u 8. sazivu Hrvatskoga sabora od 5. veljače 2016. do 14. listopada 2016. kao zamjenik zastupnika Božidara Kalmete. 
Također je bio saborski zastupnik i u 9. sazivu Hrvatskoga sabora od 9. lipnja 2017. do 5. travnja 2019. godine kao zamjenik zastupnika Darka Milinovića. U 10. sazivu Hrvatskoga sabora započelo mu je mirovanje mandata dana 22. srpnja 2020.; njegova zamjenica je Anita Pocrnić-Radošević.